# Перишич, Марица
Марица Перишич (серб. Марица Перишић; род. 25 января 2000, Темерин, Воеводина) — сербская дзюдоистка, серебряный призёр чемпионата Европы 2023 года, чемпионка Средиземноморских игр 2022 года. Участница летних Олимпийских игр 2020 года. 

## Биография
Марица Перишич борется в весовой категории до 57 килограммов и представляет Сербию на международной спортивной арене.
В 2020 году удачное выступление на чемпионате Европы, заняла пятое место, позволило Марице стать одной из участниц летних Олимпийских игр в Токио в весовой категории до 57 килограммов. На Олимпиаде она уступила во втором раунде сопернице из Израиля Тимне Нельсон-Леви.
В 2022 году на Средиземноморских играх в Алжире завоевала золотую медаль. В 2023 году стала победительницей турнира из серии Большой шлем в Тбилиси, а также одержала победу на турнире Гран-При в Загребе. 
В ноябре 2023 года, во французском Монпелье, на чемпионате Европы, сербская дзюдоистка в весовой категории до 57 кг стала обладателем серебряной медали, в финале уступила российской спортсменке Дарье Межецкой.